# Espineta bicolor
L'espineta bicolor (Aethomyias nigrorufus) és una espècie d'ocell de la família dels acantízids (Acanthizidae) que habita el sotabosc de la selva humida a mitjana alçària als districtes centrals i sud-orientals de Nova Guinea.